# Evangelische Informationsstelle Kirchen – Sekten – Religionen
Die Evangelische Informationsstelle Kirchen – Sekten – Religionen, seit Juli 2024 Relinfo – Kirchliche Fachstelle Religionen, Sekten und Weltanschauungen, ist eine der ältesten und umfassendsten kirchlichen Organisationen der deutschsprachigen Schweiz über Fragen bezüglich neuer religiöser Bewegungen.

## Aufgaben und Geschichte
Das zentrale Anliegen der Informationsstelle ist laut Eigendarstellung der "religiöse Konsumentenschutz" durch Information.
Sie wurde 1963 unter dem Namen „Evangelische Orientierungsstelle“ von Oswald Eggenberger gegründet. Heute wird sie geleitet von Georg Schmid, Professor für Religionswissenschaft an der Universität Zürich und seinem Sohn, dem Theologen Georg Otto Schmid. Eggenberger publizierte 1969 das Handbuch „Die Kirchen, Sondergruppen und religiösen Vereinigungen“, das die religiöse Landschaft der Schweiz umfassend darstellte. In den folgenden 25 Jahren gab Eggenberger fünf weitere stark überarbeitete und erweiterte Auflagen heraus. Die siebte Auflage von 2002 wurde unter der Leitung von Georg Schmid und Georg Otto Schmid von einem Team vollständig überarbeitet und neu unter dem Titel „Kirchen – Sekten – Religionen“ herausgegeben.
Träger der Informationsstelle ist die Evangelisch-Reformierte Kirche des Kantons Zürich und einige weitere deutschsprachige Kantonalkirchen, durch die Beteiligung der Katholischen Kirche des Kantons Zürich (seit 2019) hat sie heute auch einen ökumenischen Charakter.
Daneben publiziert die Informationsstelle einen vierteljährlichen Informationsbrief, in dem neueste Entwicklungen und neu aufgetauchte Gruppen beschrieben werden sollen.
Die Evangelische Informationsstelle unterhält auch die Webseite „relinfo.ch“, die über viele religiöse Gemeinschaften, besonders auch Neue Religiöse Bewegungen, relativ umfassende Informationen anbietet. Die Beiträge betrachten die jeweiligen Gemeinschaften kritisch und aus Perspektive der Evangelisch-Reformierten Kirche bzw. heute eher aus der Perspektive der Landeskirchen.